# The Night Watch (singolo)
The Night Watch è un singolo del gruppo musicale britannico King Crimson, pubblicato nel 1974 come unico estratto dal sesto album in studio Starless and Bible Black.

## Tracce
Lato A
1. The Night Watch – 3:15 (Robert Fripp, John Wetton, Richard Palmer-James)

Lato B
1. The Great Deceiver – 4:02 (John Wetton, Robert Fripp, Richard Palmer-James)

## Formazione
- David Cross – violino, viola, mellotron, flauto
- Robert Fripp – chitarra, mellotron
- John Wetton – basso, voce
- Bill Bruford – batteria